# Crimpshrine
Crimpshrine est un groupe de punk rock américain, originaire de Berkeley, en Californie. Il est formé par Aaron Cometbus et Jeff Ott. Les origines du groupe remontent à 1977, même si l'année réelle de formation fait débat.
La valeur morale qu'avaient pour eux les tournées, qui consistaient souvent à jouer avec des équipements usés et faire du stop de villes en villes, ainsi que leur démarche DIY ont fait que beaucoup de gens les ont admiré. Le groupe écrivait des chansons au son simple qui combinaient une agressivité et une force que l'ont n'avait pas entendue depuis les Dead Kennedys et MDC. Pour les paroles, le groupe traitait de problèmes aussi bien personnels que politiques et sociaux.

## Biographie

### Formation et débuts (1982–1986)
Crimpshrine est originellement formé en 1982 sous le nom de S.A.G. avec Aaron Cometbus à la guitare et Jesse Michaels (plus tard de Operation Ivy) au chant, âgés de 13 ans. Cependant, l'année durant laquelle Crimpshrine s'est formé est sujet à un certain débat. Dans une interview pour Maximumrocknroll en août 1988, Aaron Cometbus déclarait que le groupe avait « réellement débuté » fin 1986, bien qu'existant déjà depuis quelques années. L'interview affirmait que les possibles années de formation étaient 1977, 1982 ou 1984. 
Crimpshrine se développe dans la scène de l'East Bay de San Francisco, centrée autour du 924 Gilman Street, et a une influence importante sur les groupes postérieurs de l'East Bay tels que Green Day et le punk rock en général.
Ils recrutent Jeff Ott, alors âgé de 12 ans, à la guitare. Grâce aux talents de gratte d'Ott's, Michaels le décrit comme « vingt fois meilleur que nous. » Selon Elliot, le groupe était « sérieusement mal équipé », n'ayant à leur disposition qu'une batterie et une guitare à trois cordes. Michaelsest renvoyé du groupe en 1984, parce qu'« il fumait trop la moquette » et Ott et Cometbus changent le nom du groupe pour Crimpshrine. Selon Ott, le nom du groupe s'inspire du surnom d'une fille qu'il fréquentait. Le groupe cherche une chanteuse, mais après des recherches infructueuses, c'est Ott qui se colle au chant à la fin de 1984. Puis le groupe effectue plusieurs changements de formation en 1985. Ott commence à jouer du synthétiseur et du piano, puis un individu appelé Isaac se joint au violon, et Tim Armstrong (plus tard appelé Lint) joue brièvement de la basse.

### Activités et séparation (1987–1989)
Après l'arrivée de Rypins, ils jouent occasionnellement plusieurs concerts en quelques années, et Ott vivra dans les rues de Berkeley pendant quelque temps. En février 1987, le groupe enregistre et publie sa première cassette-démo distribuée par Maximumrocknroll sur la compilation Turn It Around! ; ils y participeront avec les chansons Another Day et Rearranged en août. Peu après, ils partent pour les studios Dangerous Rhythm d'Oakland, en Californie pour enregistrer leur premier EP avec le producteur et ingénieur-son Kevin Army. David Hayes, fondateur de Lookout Records, est impressionné par l'écoute. Ils signent au label et publient l'EP Sleep, What's that?, en janvier 1988. Idon Bryant, un ami du groupe se joint à eux à la guitare, puis ils se dirigent aux Dancing Dog Studios d'Emeryville, en Californie, pour enregistrer leur premier album studio en avril.
Crimpshrine embarque pour une tournée américaine en septembre 1988. La tournée marque cependant le départ d'Idon Bryant et Pete Rypins à Gainesville, en Floride. Bloqués en Floride sans bassiste, leurs amis Ben Weasel et John Pierson de Screeching Weasel partent de Chicago pour leur prêter main-forte pendant deux concerts. Après leur tournée en janvier 1989, ils se dirigent aux Dancing Dog Studios pour enregistrer leur dernier EP, Quit Talkin' Claude.... Le groupe se sépare en mai 1989 peu après la sortie de l'EP Quit Talkin' Claude....

## Membres
- Aaron Cometbus - batterie
- Jeff Ott - chant, guitare
- Pete Rypins - basse (1986-1988)
- Idon Bryant - guitare (1987-1988)
- Paul Curran - basse (1988-1989)

## Discographie

### Albums studio
- 1988 : Lame Gig Contest

### EP
- 1988 : Sleep, What's That?
- 1989 : Quit Talkin' Claude...

### Splits
- 1988 : Crimpshrine / Mutley Chix
- 1989 : Crimpshrine / G-Whiz
- 1993 : Jawbreaker] / Crimpshrine

### Compilations
- 1992 : Duct Tape Soup
- 1998 : The Sound of a New World Being Born

### Autres
- 1987 : Another Day, Rearranged sur Turn It Around! (Maximumrocknroll)
- 1988 : Trying Too Hard, Construction, Sanctuary sur Caution
- 1988 : Pick Up the Pieces sur The World's in Shreds: Volume 1
- 1988 : Pretty Mess sur The World's in Shreds: Volume 2
- 1989 : Summertime sur The Thing that Ate Floyd